# Demeter (mythologie)

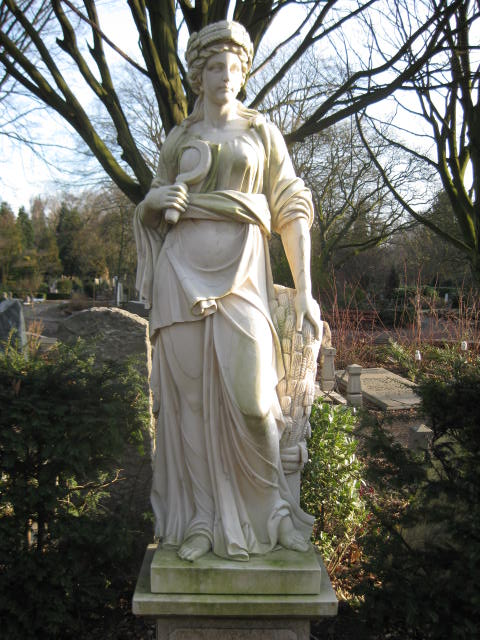
Standbeeld van Demeter op Zorgvlied in Amsterdam

Demeter (Oudgrieks: Δημήτηρ, Dêmếtêr) is een figuur uit de Griekse mythologie. Zij was de dochter van Kronos en Rhea en dus een zus van Zeus, Poseidon, Hades, Hera en Hestia. Ze heeft een dochter van haar eigen broer Zeus namelijk Persephone. Demeter was de godin van de landbouw en de gewassen (op de eerste plaats van het graan). Ze wordt vaak afgebeeld met een korenaar in de hand. Het Romeinse equivalent van Demeter is Ceres.

## Oorsprong
Na haar geboorte deelde zij volgens de Griekse mythologie het lot van haar broers en zussen: zij werd door haar vader Kronos verslonden, maar net als de anderen in het leven teruggeroepen, toen Zeus zijn vader dwong de door hem verslonden kinderen weer uit te braken.
De godin Demeter, letterlijk aangeroepen als goddelijke moeder, bezit alle karakteristieken van de oudere Cybele, een Frygische godin, die op haar beurt een reflectie was van de godin Kubaba uit de Hattische mythologie.

### DemeterPelasgis
De opvatting van Demeter als de moeder aarde behoort tot haar oorspronkelijk wezen. Ze is nauw verwant met Gaia en Rhea Cybele, hoewel zij toch een andere persoonlijkheid heeft. Men kan haar veilig voor een van de oudste, Pelasgische (het vóór-Helleense Griekenland) godheden van Griekenland houden, vandaar haar bijnaam Pelasgis. Wat sommige schrijvers omtrent haar Egyptische oorsprong en omtrent haar identiteit met de Egyptische godin Isis hebben beweerd, schijnt onaannemelijk.
Demeter was de zuster van Poseidon en de schoonzuster van Hera. Maar Demeter had stiekem een oogje op Zeus. Hera wist dit en deed er alles aan om haar te vernietigen. 

## Demeters werkingsgebied, epikleses en eredienst

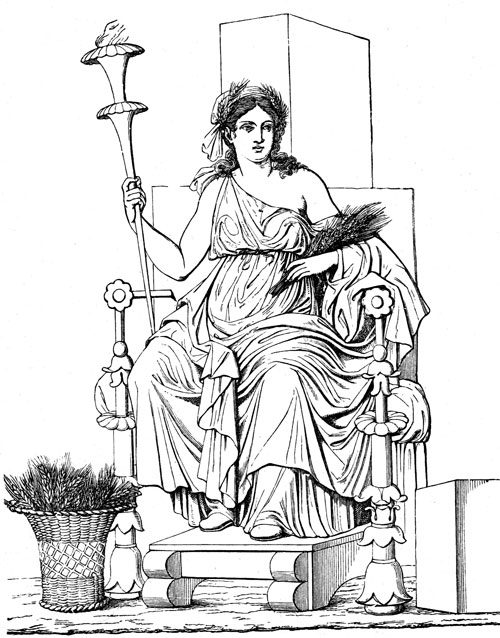
Reliëf van Demeter in Pompeï verwijzend naar haar oeroude status van moedergodin en godin van de landbouw

Als godin van de aarde wordt zij voornamelijk in verband gebracht met alles wat met het leven en de menselijke beschaving in verband staat. Ze is de godin van de landbouw geworden, en toen ze dit eenmaal was, natuurlijk ook van al die bezigheden die in ruimere zin tot de landbouw kunnen gerekend worden, de boomkwekerij en de veeteelt.
De godin van de landbouw werd verder de beschermster van alles wat met de landbouw verband heeft. Zij ging door voor de uitvindster van alle gereedschappen die daarbij worden gebruikt. Ze leerde ook aan de mensen ploegen, zaaien, maaien, schoven binden, dorsen, malen en brood bakken, aldus de mythe van Triptolemos (zie hieronder).

### DemeterThesmophoros
Als de godin van de beschaving, die de mensen door middel van de akkerbouw uittilt boven het niveau de jagers- en herders, heeft Demeter tevens een zedelijke betekenis. Hiermee staat zij in nauw verband tot Dionysos, de god is, die het menselijke geslacht de beschaving heeft geschonken.

### Offers
Aan Demeter offerde men de voor het koren nadelige zwijnen, alsook runderen, vruchten, honing en honingraten. Naast alle vruchtbomen waren ook de den, iep en van de bloemen hyacint en de klaproos aan haar gewijd.

### Feesten
Behalve de Eleusiniën en Thesmophoriën werden ter ere van Demeter nog verscheidene andere grote feesten gevierd, die meestal op de oogst betrekking hadden. De voornaamste plaatsen van haar verering waren behalve Eleusis, Kreta, Delos, Arcadië, Attica, Anatolië en Sicilië.
De Dorische stammen wijdden zich voor het grootste gedeelte aan de dienst van Apollo en Artemis en daarom trad die van Demeter bij hen op de achtergrond, al schijnt het ook dat deze godin van oeroude, echt-Griekse oorsprong is.

## Kinderen
Demeter genoot de liefde van de oppergod Zeus en kreeg met hem een dochter, Persephone. Daarnaast baarde zij Despoina en verwekte de zeegod Poseidon het paard Areion bij haar. Verder baarde zij nog de zonen Ploutos en Philomelus door Iasion.